# Kalligram Könyvkiadó
A Kalligram Könyvkiadó egy pozsonyi székhelyű szlovákiai magyar könyvkiadó, a magyar irodalom és könyvkiadás egyik legismertebb műhelye. Szerzői és munkatársai között a kortárs magyar, illetve a közép-európai szellemi élet jeles képviselői találhatók.

## Története
1991-ben alapították. 2017-ben kisebbségi tulajdonosa lett a magyarországi Libri Kiadói Csoport.
2024. augusztusban Mészáros Sándor igazgató, többségi tulajdonos bejelentette, hogy a kiadó kivált a Libri Kiadói Csoportból és száz százalékban az ő tulajdonába került. Azt mondta, miután 2023 júniusában a Mathias Corvinus Collegium (MCC) megvásárolta a Libri Kiadói Csoportot, „tartottam attól, hogy az autonómiánk veszélybe kerül, és nem akartam megvárni, mi lesz a vége. Számomra a kultúra autonómiája végtelenül fontos.”

## Profilja
A szépirodalom mellett irodalomtörténeti, társadalom- és történettudományi, filozófiai-esztétikai munkák és gyermekkönyvek is szerepelnek a Kalligram Könyvkiadó repertoárjában. Kiadványaikkal, kiadói programjukkal kezdettől fogva egységes magyarságban, tágabb értelemben pedig egységes (Közép-)Európában gondolkodnak, közvetítő szerepet vállalva földrészünk népei, országai között.

### Költészet
A klasszikus és a 20. századi világirodalom olyan jelentős költőinek jelent meg magyar nyelvű gyűjteményes vagy válogatott verseskötete a Kalligram Könyvkiadó gondozásában, mint a Nobel-díjas Seamus Heaney (Hűlt hely), Konsztandinosz Kavafisz (Alexandria örök), Fernando Pessoa (Portugál tenger), Gottfried Benn (Kígyóból a kanyar), Vladimír Holan (Falak; Éjszaka Hamlettel), Zbigniew Herbert (Fortinbras gyászéneke), Pier Paolo Pasolini (Korom vallása), Jacques Roubaud (Vala mi: fekete), Francesco Petrarca (Orpheusz lantja, Dávid hárfája), Sztratón (Kölyökmúzsa avagy a fiúszerelem művészete), Philosztratosz (Erósz szárnyai – Ógörög szerelmes levelek), Marcus Valerius Martialis (Költők, ringyók, pojácák) és Antonio Beccadelli (Hermaphroditus).
A  kortárs magyar költészet olyan ismert alakjainak jelent már meg egy vagy több verseskötete a Kalligram Könyvkiadó gondozásában, mint Tőzsér Árpád, Borbély Szilárd, Schein Gábor, Kukorelly Endre, Géher István, Balla Zsófia, Keszthelyi Rezső, Lanczkor Gábor, Krusovszky Dénes, Németh Zoltán, Csehy Zoltán, Poós Zoltán, Gerevich András, Bajtai András, Legéndy Jácint, Jász Attila, Lövétei Lázár László, Csobánka Zsuzsa, Orcsik Roland, Petőcz András, Uri Asaf, Hizsnyai Zoltán, Rácz Péter, Győri László, Barak László, Báthori Csaba, Áfra János, Fenyvesi Orsolya, Sopotnik Zoltán, Mestyán Ádám, Ayhan Gökhan, Szolcsányi Ákos, Szöllősi Mátyás, Turi Tímea, Tatár Sándor, András Sándor, Kibédi Varga Áron, Mizser Attila, Varga Imre, Vida Gergely, Rosmer János és Böszörményi Zoltán.

## Sorozatai
- Tegnap és Ma

## Folyóiratai
A Kalligram Könyvkiadó 1992-től Kalligram címmel magyar nyelvű irodalmi és művészeti folyóiratot is megjelentet. 1997-ben OS névvel társadalomtudományi havilapot indított szlovák nyelven, 2004-től pedig gondozásukban jelenik meg az Anthropos című szlovák nyelvű filozófiai folyóirat.

## Magyar szerzői (válogatás)
- Áfra János
- Bajtai András
- Barnás Ferenc
- Borbély Szilárd
- Csobánka Zsuzsa
- Gerőcs Péter
- Gerevich András
- Havas Juli[3]
- Kötter Tamás
- Mezei Gábor
- Péterfy Gergely
- Szendi Nóra